# Juan Bautista de Poza
Juan Bautista de Poza (* 1588 in Bilbao; † 6. Februar 1659 in Cuenca, Ecuador) war ein spanischer Theologe, Philosoph und Jesuit.
Der Sohn des Juristen Andrés de Poza absolvierte ab 1603 das Noviziat in Alcalá de Henares. Nach jesuitischer Art übernahm er immer anspruchsvollere Lehraufgaben als Professor: erst Grammatik und Philosophie im Kolleg Madrid, dann Theologie an der Complutense in Alcalá und schließlich in Murcia sowie Madrid die Heilige Schrift. Dabei schrieb er sehr viele Werke zu diversen Themen der Mariologie, Philosophie, Medizin und Geografie. Sein Werk Práctica de ayudar a bien morir (Praxishilfe für gutes Sterben) erlebte 12 Auflagen in verschiedenen Sprachen und verschaffte ihm einen europaweiten Ruf. Daneben publizierte er auch ein Rhetoricae compendium (Madrid 1615). Die Jesuiten wollten ihr Kolleg in Madrid (Colegio Imperial de Madrid) in der Nähe des Königs zu einer Universität erheben lassen, was jedoch auf Widerstand im von Dominikanern beherrschten Salamanca stieß und 1632 auch von Rom verurteilt wurde. 
Der spanische Hofprediger Franciscus Roales Muňoz erklärte alle Schriften Pozas für häretisch, aber erst nach dem Sturz seines Schutzherren, des Herzogs von Olivares, 1643 wurde auch Poza als Professor abgesetzt. Er hatte einen Traktat über die Jungfrau Maria Elucidarium Deiparae (Lyon 1627) verfasst, den die Inquisition nach einer Verurteilung durch die Sorbonne auf den Index setzte. Er lehrte darin, dass im Abendmahl auch die Beine, das Fleisch und Blut Mariens genossen würden. In weiteren Schriften hat er sich wohl dem Papst Urban VIII. widersetzt, was für einen Jesuiten erstaunlich war. Deswegen scheint er endlich seinen Lehrstuhl verloren zu haben und wurde zum Jesuitenkolleg in Cuenca (Ecuador) geschickt, wo er bis zum Tod 1659 lebte. Er gilt als ein Vorläufer der Erneuerer des 17. Jahrhunderts im Jesuitenorden.
Leibniz kannte die Marienlehre Pozas noch und nannte sie im Brief vom 4./14. August 1683 mit Landgraf Ernst von Hessen-Rheinfels abfällig „extravagant“.

## Schriften
- Práctica de ayudar a bien morir, Madrid, Domingo García y Morrás a costa de Domingo de Palacio, 1648. (Deutsch: Geistliche Gold-Grub, oder Practick, Gottselig zu sterben vnd ewig zu leben, Frankfurt 1653) Neudruck 2010, ISBN 978-1-149-06512-9.
- Assertiones philosophicae, et medicae recitative propositae circa corpora quae condita fuissent cum perfectionibus intrinsecis originariae iustitiae
- Memorial a los Iuezes de la verdad, y Doctrina. Porque aviendo llegado a esta Vniversidad de Salamanca vnos papeles muy pios, y catolicos, acerca de la autoridad de los Doctores, algunos los han depravado, añadiendo, y quitando clausulas, o palabras de los verdaderos exemplares segun, y como lo hizieron muchos de quien haze mêcion la sexta synodo, Barcelona: por Esteban Liberós, 1626.
- Rhetoricae compendium, Madrid: Vda. Alonso Martín, 1615.
- Elucidarium Deiparae, Lyon, ex Officina Rovilliana, sumptibus Andreae & Iacobi Prost, 1627. MDZ-Reader BSB digital Neudruck 2012 ISBN 978-1-130-78343-8.
- Primeras lecciones que por la cátedra de placitis philosophorum y por las de los maestros ausentes hizo en la primera fundación de los Reales Estudios del Colegio Imperial de la Compañía de Jesús en Madrid, Madrid: Imprenta del Reino, 1629.
- Su respuesta a la Geometria especulativa y practica de los planos y solidos, que importunio el P. José Zaragoza, [S. l.] [s. n.] 1673.

## Einzelbelege
1. ↑  Klaus Reinhardt: Bibelkommentare spanischer Autoren (1500–1700): Autoren M–Z. Editorial CSIC – CSIC Press, 1990, ISBN 84-00-07831-4 (books.google.de [abgerufen am 15. April 2020]).
2. ↑  Caspar Schoppe: Erzehlung der Räncke, Betrügereyen und politischen Griffe der Jesuiten, wodurch sie eine Monarchiam über die gantze Welt auffzurichten gedencken … 1675 (books.google.de [abgerufen am 14. April 2020]).
3. ↑  Poza, (Jo. Bapt.). In: Christian Gottlieb Jöcher (Hrsg.): Compendiöses Gelehrten-Lexicon … 2. Auflage. Band 2: M–Z. Johann Friedrich Gleditsch, Leipzig 1726, Sp. 645 (Textarchiv – Internet Archive).
4. ↑  Auf über 1000 Seiten macht sich de Poza in kenntnisreicher Auseinandersetzung mit der kirchlichen Tradition auch Gedanken darüber, ob Maria irdischen Hunger (und Verdauung) hatte, welche Stirn, Augenfarbe, Augenbrauen und Nasenlänge sie hatte etc. Im 20. Traktat (S. 1072ff.) De materia sanguinis & lactis Deiparae permanente sub membris Iesu in Eucharistia führt er aus, dass im Körper Jesu Bestandteile der gesäugten Milch geblieben seien, mithin Maria auch in der Eucharistie zugegen sei.
5. ↑  Johann Christoph Harenberg: Pragmatische Geschichte des Ordens der Jesuiten seit ihrem Ursprunge bis auf gegenwärtige Zeit. Verlegt von Carl Hermann Hemmerde, 1760 (books.google.de [abgerufen am 14. April 2020]).
6. ↑  Caspar Schoppe: Erzehlung der Räncke, Betrügereyen und politischen Griffe der Jesuiten, wodurch sie eine Monarchiam über die gantze Welt auffzurichten gedencken … 1675 (books.google.de [abgerufen am 14. April 2020]).
7. ↑  Gottfried Wilhelm Freiherr von Leibniz, Ernst (landgrave of Hesse-Rotenburg-Rheinfels): Leibniz und Landgraf Ernst von Hessen-Rheinfels: ein ungedruckter Briefwechsel über religiöse und politische Gegenstände. Mit einer ausführlichen Einleitung und mit Anmerkungen. Literarische Anstalt, 1847 (books.google.de [abgerufen am 14. April 2020]).

| Personendaten    | Personendaten                                      |
| ---------------- | -------------------------------------------------- |
| NAME             | Poza, Juan Bautista de                             |
| ALTERNATIVNAMEN  | Poza, Johannes Baptista                            |
| KURZBESCHREIBUNG | spanischer katholischer Theologe, Jesuit und Autor |
| GEBURTSDATUM     | 1588                                               |
| GEBURTSORT       | Bilbao                                             |
| STERBEDATUM      | 6. Februar 1659                                    |
| STERBEORT        | Cuenca (Ecuador)                                   |